# İzmit

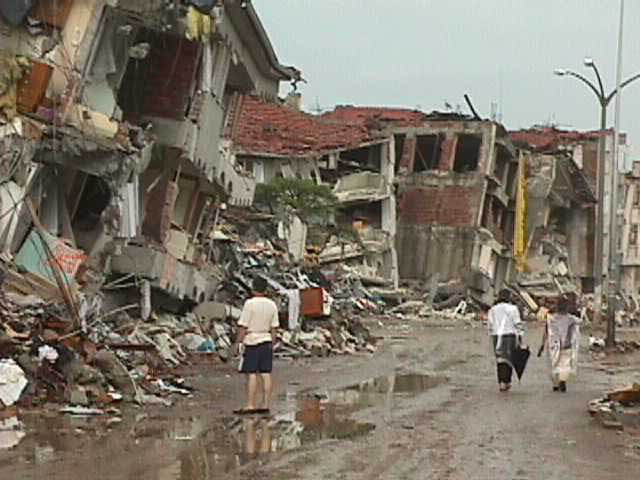
İzmit was het epicentrum van de aardbeving in 1999

İzmit (ook wel Kocaeli genoemd; in de oudheid Nicomedia) is een stad in Noordwest-Anatolië, Turkije, gelegen aan de Golf van İzmit, ongeveer 150 kilometer ten oosten van Istanboel. Het is de hoofdstad van de provincie Kocaeli. In 2012 had de stad ongeveer 302.960 inwoners.
İzmit is een belangrijke industriestad. Verder is er ook toerisme in de stad en regio. Vanwege de haven en gelegen tussen de steden Istanboel en Ankara heeft de stad ook voor het transport van goederen een strategische ligging.
In de oudheid heette de stad Astacus of Olbia, en na een verwoesting werd het in 264 v.Chr. herbouwd onder de naam Nicomedia in de Griekse oudheid, later werd het Nicomedië, en werd het de hoofdstad van het oostelijke Romeinse Rijk.
In 1453, ongeveer 200 jaar na de stichting van het Ottomaanse Rijk, veroverden de Turken dit deel van het land. Tot die tijd waren de inwoners Grieks Orthodoxe Christenen.
Op 17 augustus 1999 vond er een hevige aardbeving plaats, waarbij bijna 18.000 mensen om het leven kwamen.

## Bezienswaardigheden in en rondom İzmit
- Agora
- Citadel
- Tempel van Augustus

## Geboren
- Meral Akşener (1956), politica
- İbrahim Üzülmez (1974), voetballer
- Batuhan Altıntaş (1996), voetballer
- Kerem Aktürkoğlu (1998), voetballer

## Partnersteden
- Kassel, Duitsland (sinds 1998)